# Jalapa (Nicarágua)
Jalapa é um município da Nicarágua, situado no departamento de Nueva Segovia. Tem 687 km² de área e sua população em 2020 foi estimada em 70.280 habitantes.